# Lathyrus pallescens
Lathyrus pallescens là một loài thực vật có hoa trong họ Đậu. Loài này được (M.Bieb.) K.Koch miêu tả khoa học đầu tiên.